# 黎明职业大学
黎明职业大学，简称黎大，是中华人民共和国的一所全日制公办本科职业高等学校，位于福建省泉州市。

## 历史
黎明职业大学的前身是成立于1929年的黎明高级中学，由梁披云、许卓然、秦望山等人创建。梁披云、秦望山以及黎明高级中学的许多教师都是无政府主义者，他们认为只有通过文化教育工作，开展群众活动，才能更好地宣传无政府主义学说，因此黎明高级中学实际上是无政府主义者进行活动的一个据点。1931年左右，黎明高级中学教师叶非英在泉州秘密组建中国无政府共产主义者联盟。1934年，黎明高级中学停办。
1981年，梁披云联络海内外华侨，在黎明高中旧址发起创办黎明学园。1984年，黎明学园升格为专科层次的黎明职业大学。
2025年6月9日，黎明职业大学升格为本科层次职业高等学校。